# Pterocelastrus echinatus
Pterocelastrus echinatus là một loài thực vật có hoa trong họ Dây gối. Loài này được N.E.Br. miêu tả khoa học đầu tiên năm 1906.

## Hình ảnh

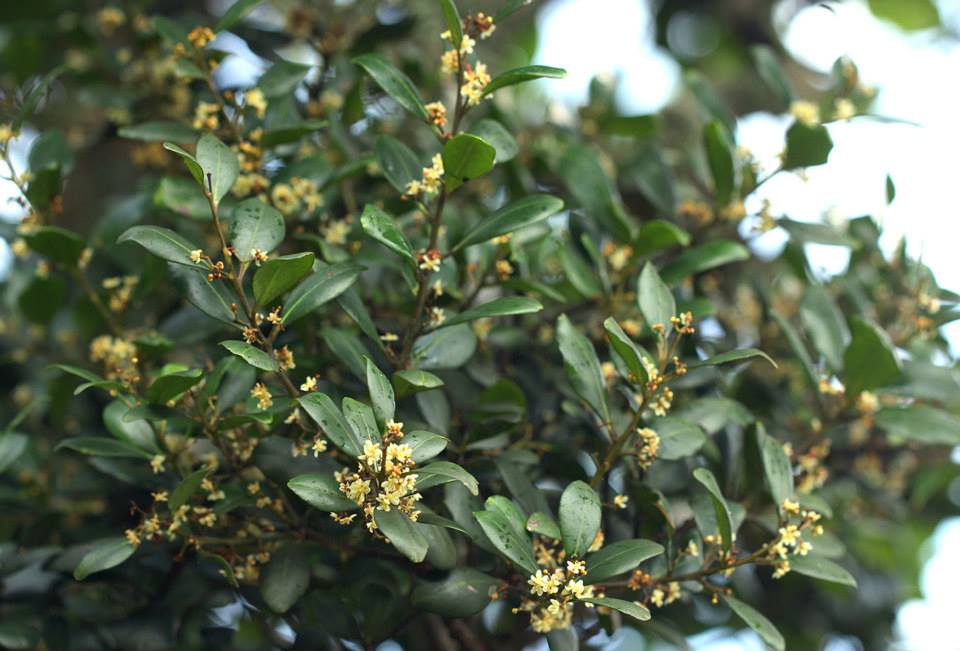
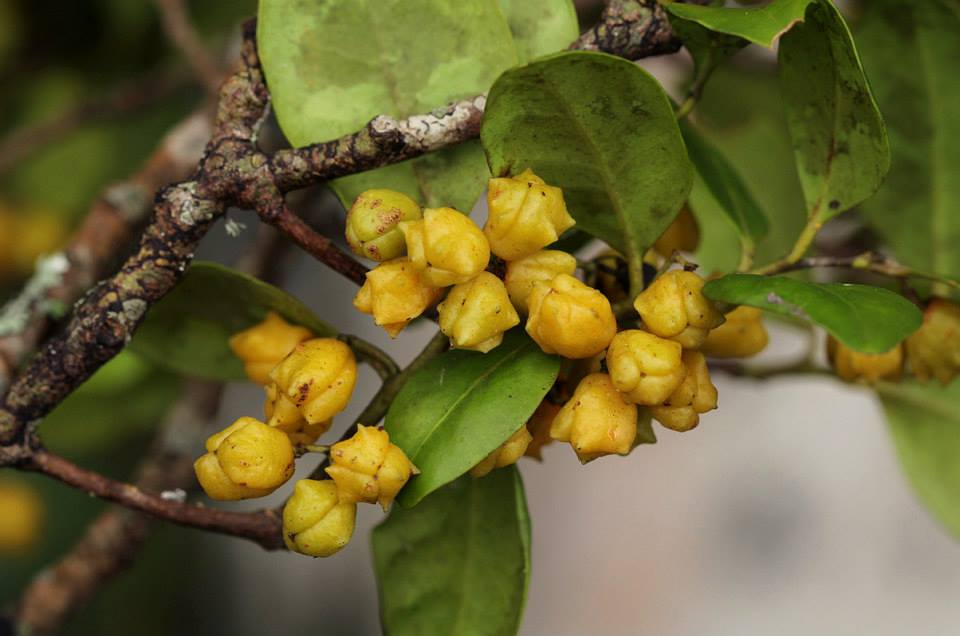
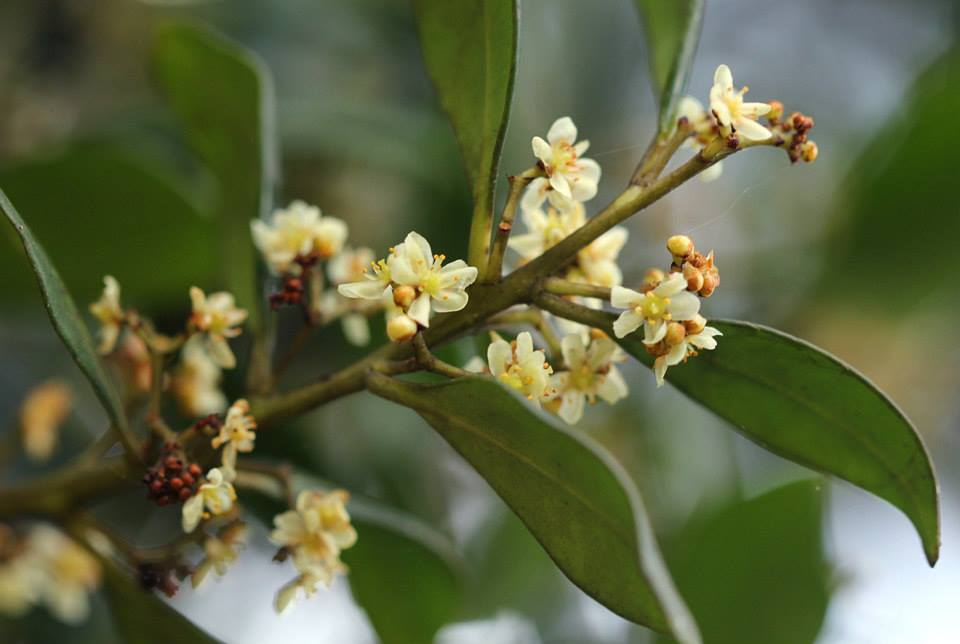
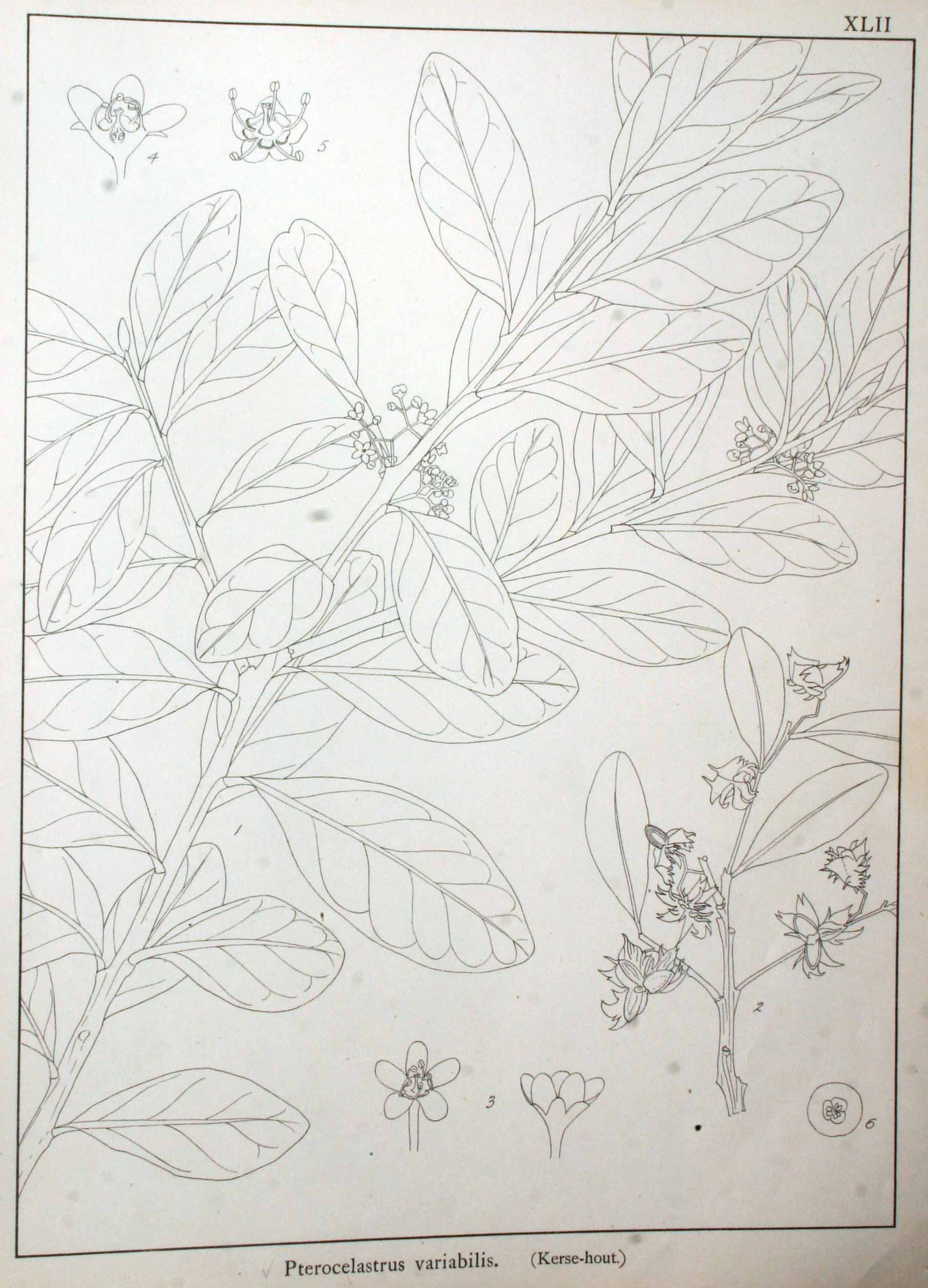